# Lac Magpie
Pour les articles homonymes, voir Magpie.
Le lac Magpie est un plan d'eau douce du territoire non organisé du Lac-Jérôme, dans la municipalité régionale de comté (MRC) de Minganie, dans la région administrative de la Côte-Nord, au Québec, au Canada.

## Géographie
Le lac Magpie est situé à l'est de la ville de Sept-Îles et à l'ouest de Havre-Saint-Pierre.
Le lac Magpie constitue un élargissement de la rivière Magpie qui coule vers le sud pour se déverser dans le golfe Saint-Laurent, en aval du village de Magpie.
Avec une longueur de 75 km pour une largeur oscillant entre 1 et 2 km, le lac Magpie présente une forme extrêmement allongée sur un axe nord-sud. Ses eaux proviennent de plusieurs affluents coulant sur les rives est et ouest de la rivière. Du côté nord du lac, les eaux proviennent des lacs Belmont et du lac Saubosq. Du côté ouest, les eaux proviennent notamment des lacs Chéron, Pierres, Go, Vital, Fournier, Mariauchau, Camitit et de la Mine.
L'embouchure du lac Magpie est situé au sud-est du lac.

## Toponymie
Magpie est un mot anglais signifiant geai gris du Canada. Cet oiseau est appelé communément pie bavarde. Son nom scientifique est Perisoreus canadensis.
Le toponyme lac Magpie a été officialisé le 5 décembre 1968 à la Banque des noms de lieux de la Commission de toponymie du Québec.